# Miškinskij rajon (Oblast' di Kurgan)
Il Miškinskij rajon (in russo Мишкинский район?) è un rajon dell'Oblast' di Kurgan, nel Bassopiano della Siberia occidentale; il capoluogo è Miškino. Istituito nel 1924, ricopre una superficie di 3.050 chilometri quadrati.